# Veronica Bisconti
Veronica Bisconti (Rimini, 27 gennaio 1991) è una pallavolista italiana, libero del Mondovì.

## Carriera
Veronica Bisconti inizia a giocare a pallavolo all'età di tredici anni entrando a far parte della squadra giovanile della Pro Patria Milano.
Nella stagione 2011-12 viene ingaggiata dalla Busto Arsizio, facendo il suo esordio sia nella pallavolo professionistica, che nella Serie A1 italiana: con il club bustocco si aggiudica la Coppa Italia, la Coppa CEV e lo scudetto; nella stagione successiva vince la Supercoppa italiana.
Nella stagione 2013-14 passa alla neopromossa Pro Victoria, in Serie A2, per poi far ritorno nella massima divisione per il campionato 2015-16, difendendo i colori della neopromossa Obiettivo Risarcimento di Villaverla.
Per la stagione 2016-17 veste la maglia del Soverato, in Serie A2, mentre in quella successiva è nuovamente in Serie A1 con il River di Piacenza. Per il campionato 2018-19 si accasa alla Savino Del Bene di Scandicci, mentre in quello successivo è al Filottrano, sempre nella massima divisione italiana.
Nell'annata 2020-21 torna a disputare il campionato cadetto, ingaggiata dall'Helvia Recina, aggiudicandosi la Coppa Italia di categoria, mentre nella stagione successiva è sempre nella stessa categoria ma con il Mondovì.

## Vita privata
È sposata dal 27 maggio 2018 con il pallavolista Federico Tosi.

## Palmarès

### Club
- Campionato italiano: 1

2011-12
- Coppa Italia: 1

2011-12
- Coppa Italia di Serie A2: 1

2020-21
- Supercoppa italiana: 1

2012
- Coppa CEV: 1

2011-12